# Сосна Веймутова (8 шт.)
Сосна́ Ве́ймутова — ботанічна пам'ятка природи місцевого значення в Україні. Об'єкт природно-заповідного фонду Вінницької області. 
Розташована в межах міста Вінниця, на вул. Князів Коріатовичів, № 106 і 108. 
Площа 0,05 га. Статус надано згідно з рішенням облвиконкому № 371 від 29.08.1984 року. Перебуває у віданні АВО «Вінницязеленбуд». 
Статус надано з метою збереження групи дерев (8 екземплярів) сосни Веймута (Pinus strobus). Останніми роками кілька дерев засохли або знищені під час будівництва житлового дому. 